# Sân bay Niafunké
Sân bay Niafunké (ICAO: GANF) là một sân bay ở Niafunké, Mali.